# Mygalopsis sandowi
Mygalopsis sandowi är en insektsart som beskrevs av Bailey, W.J. 1980. Mygalopsis sandowi ingår i släktet Mygalopsis och familjen vårtbitare. Inga underarter finns listade i Catalogue of Life.